# Инфофлот
«Инфофлот» — российская круизная компания, один из туроператоров в сфере речных круизов. Основана в 2003 году, штаб-квартира находится в Санкт-Петербурге. Компания находится в тройке крупнейших компаний (наряду c Водоходом и Мостурфлотом) консолидированного российского рынка речных круизов (первые пять компаний перевозят около 80% всего пассажиропотока).
Непосредственно под флагом компании по рекам и озёрам европейской части России в 2018 году курсируют восемь круизных теплоходов — четырёхпалубные «Огни большого города», «Маленький принц», «Лебединое озеро», «Лунная соната», «Симфония Севера» (бывший «Дмитрий Фурманов»), трёхпалубные «Н. А. Некрасов»,  «Северная Сказка» (бывший «Карл Маркс»), «Александр Бенуа». 
Один теплоход, трехпалубный  «Солнечный город», работает под одноимённой дочерней маркой. Также компании "Инфофлот" принадлежит теплоход "Две Столицы", работающий в совместном проекте с КЦ "Латти".
С 2015 года носит марку "Созвездие Инфофлота".
Ежегодно компания обслуживает около 100 тыс. туристов.

## Профиль

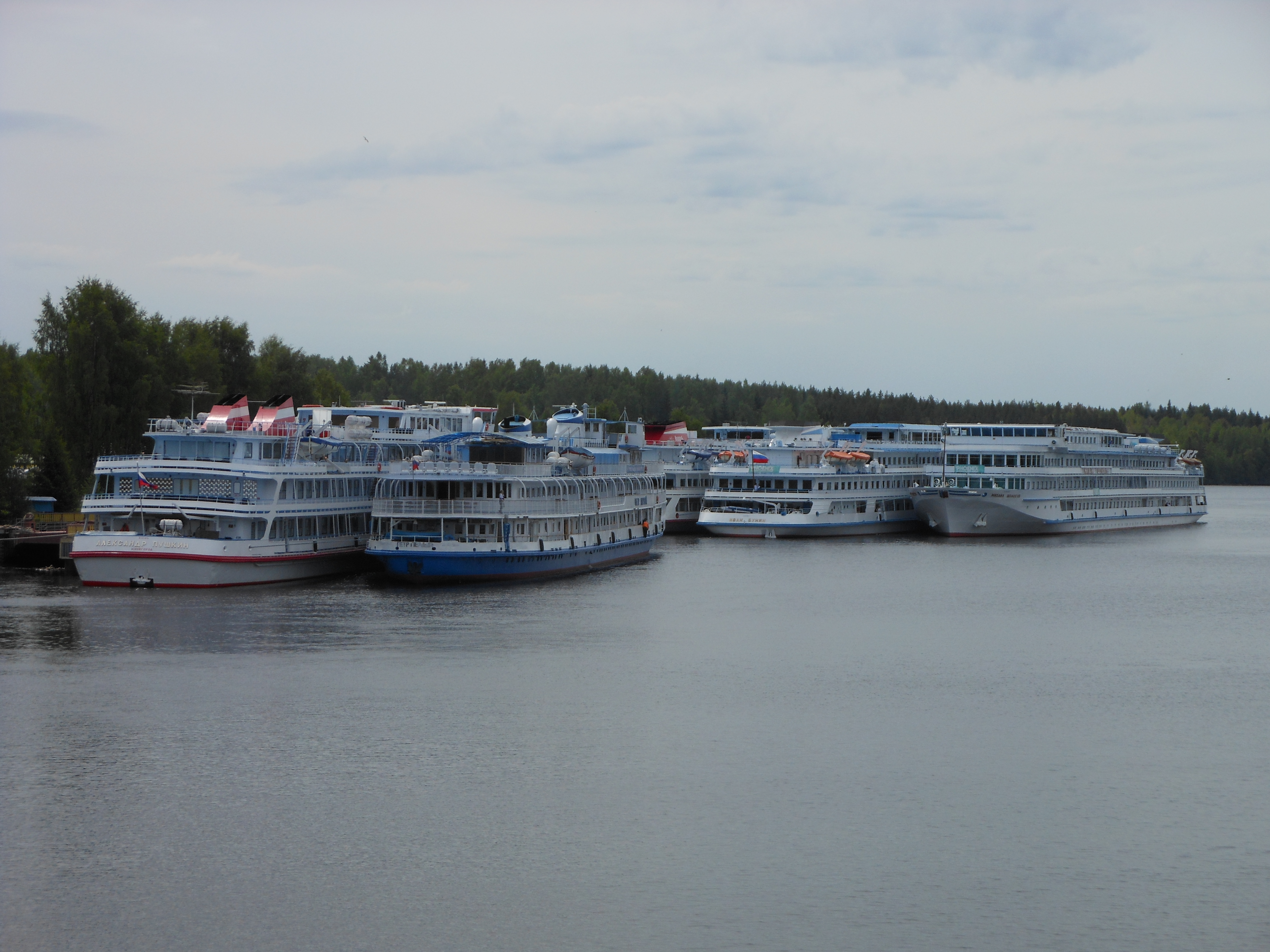
Круизные теплоходы у пристани Старые Мандроги на реке Свирь, 2012

Круизная компания «Инфофлот», согласно самопрезентации, является:
- Туристическим оператором в сфере речных круизов и агентством по речным и морским круизам.

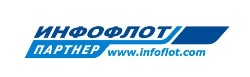
Инфофлот-Партнёр

«Инфофлот» имеет офисы продаж в Москве, Санкт-Петербурге, Самаре, Нижнем Новгороде, Казани, Ростове-на-Дону, Екатеринбурге.
26 февраля 2014 года «Инфофлот» получил высшую награду итальянской круизной компании MSC в номинации «Лучшая сеть продаж на развивающихся рынках». Вручено свидетельство о регистрации настоящей звезды под именем «INFOFLOT». Астрономические координаты: созвездие Pegasus (Пегас), RA 23h43m25.02s DE +25°13’13.15".

## Деятельность

Теплоходы «Н. А. Некрасов» и «Василий Чапаев» на пристани в Калязине, 2013

- Компания «Инфофлот» создана на основе Интернет-портала любителей речных круизов «Infoflot.Ru», существующего с 2001 года. В настоящее время портал также функционирует.
- Компания ежегодно устраивала всероссийские конференции любителей речного флота на своих теплоходах совместно с порталом «Infoflot.Ru». На конференциях обсуждались вопросы развития речного флота на реках России. Всего проведено 10 конференций. Затем создан «Клуб любителей круизов» с индивидуальным членством. Карточка участника клуба предоставлена всем участникам 10-й конференции. Также карточка члена клуба бесплатно выдаётся всем туристам, приобретающим путёвки в офисах «Инфофлота» на любые теплоходы, а также туристам, приобретающим путёвки на теплоходы «Инфофлота» в других агентствах. Первый клубный рейс состоялся с 30 сентября 2013 года на теплоходах «Карл Маркс» и «Н. А. Некрасов» по маршруту Москва-Пермь-Березники-Нижний Новгород.
- В 2011 году впервые был организован круиз-экспедиция «Притоки 2011» на двухпалубном теплоходе «Василий Чапаев», в ходе которого теплоход прошёл по рекам: Москва-река, Ока, Волга, Кама, Сура, Ветлуга, Вятка. Также во время этого круиза туристы прошли по рекам Чусовая и Казанка на прогулочных теплоходах.

Капитан теплохода «Василий Чапаев» Урал Ямалетдинов первым в России провёл круизное судно по притокам Волги — Суре, Ветлуге и Вятке. Фото 2013 г.

- с 10 по 14 октября 2011 года состоялся первый пресс-круиз на трёхпалубном теплоходе «Н. А. Некрасов». Журналисты московских, петербургских и региональных СМИ, туристических печатных и электронных изданий и телевидения совершили путешествие по маршруту Москва — Углич — Кострома — Ярославль — Кимры — Москва вместе с туристами планового пятидневного рейса. На борту лайнера прошёл круглый стол «Речные круизы в России: вчера, сегодня, завтра», журналисты ознакомились с работой всех служб судна по обеспечению бортового и наземного сервиса для туристов, безопасности плавания[5].
- С 11 по 13 мая 2012 года состоялся второй пресс-круиз на трёхпалубном теплоходе «Александр Бенуа» по маршруту Москва—Тверь—Москва, в экскурсионную программу впервые был включён Торжок.
- В 2013 году теплоход «Василий Чапаев» впервые за 40 лет совершил круиз по реке Вятка, а также стал первым зашедшим туда судном подобных габаритов[6]. Теплоход прошёл по Вятке по маршруту Нижний Новгород — Потрепухино (Киров) — Нижний Новгород. Непосредственно на Вятке туристы посетили города Вятские Поляны, Уржум, Советск, а из крайней точки уникального маршрута (420 километров от устья Вятки) были совершены поездки в Киров и Котельнич. Все рейсы по притокам Волги состоялись под руководством капитана теплохода «Василий Чапаев» Урала Ямалетдинова[4][7][8].
- В марте 2014 года по версии портала о туризме и путешествиях Travel.ru «Инфофлот» признан лучшей круизной компанией России, вручена одна из старейших туристических премий в России «Звезда Travel.ru». Премия учреждена в 2003 году на некоммерческой основе, вручается с учётом предпочтений потребителей. Всего в 2014 году в списке номинантов было почти 1000 участников[9][10].
- Летом 2014 года компания вступила в «Речной альянс» и союз "«Национальная палата судоходства», начала новый проект собственной программы зимних и летних круизов по реке Рейн на теплоходе Alemannia.
- В ноябре 2014 года в финале Всероссийской туристской премии «Маршрут года», в котором участвовали 134 проекта из 71 населённого пункта 42 регионов страны, первое место в номинации «Лучший водный туристский маршрут» завоевал проект «Вятский Гранд-круиз» компании «Инфофлот»[11][12].
- Навигация 2018 года оказалось последней в истории теплохода "Василий Чапаев" в компании "Инфофлот", судно выставлено на продажу. Причина отказа от эксплуатации теплохода - экономическая.[13]

## Анализ и прогноз
После крушения теплохода «Булгария» в июле 2011 года компания «Инфофлот» направила президенту России письмо с просьбой поддержать речной туризм на плаву. По словам председателя совета директоров Александра Соснина, которые цитировали «Известия», спрос на круизный отдых резко упал, цены на дизельное топливо значительно выросли, из-за нерентабельности рейсы массово отменяются, навигация осенью заканчивается досрочно в сентябре, хотя раньше теплоходы курсировали в октябре и ноябре. Согласно прогнозу «Инфофлота», падение спроса приведёт к тому, что судоходные компании не смогут выделить достаточное количество средств на ремонт судов, содержать постоянные экипажи, следовательно в очередную навигацию некоторые суда не выйдут из затонов, а сама отрасль через 2-3 года окажется на грани выживания.

Теплоход «Александр Бенуа»

На ежегодной конференции речного круизного флота, состоявшейся 2 октября 2014 года на флагмане «Инфофлота» — теплоходе «Александр Бенуа», обсуждались проблемы тяжёлой навигации прошедшего сезона, когда из-за малоснежной зимы, произвольного сброса воды из Горьковского водохранилища энергетиками и вызванного этими двумя обстоятельствами закритического обмеления участка Волги между Городцом и Нижним Новгородом сквозное сообщение по реке стало с началом лета затруднительным, а с 10 августа — невозможным. Конференция пришла к выводу, что в условиях, когда подъём воды в Чебоксарском водохранилище на проектный уровень (ещё на 6 метров) даже не обсуждается, единственный выход для обеспечения гарантированных глубин 4 метра на лимитирующем участке Волги между Городцом и Нижним Новгородом состоит в строительстве низконапорной плотины у посёлка Большое Козино в Балахнинском районе. По данным руководителя Федерального агентства морского и речного транспорта Александра Давыденко, в 2014 году Росморречфлот с целью обеспечения непрерывного сезонного судоходства по Волге приступил к проектированию низконапорного гидроузла в районе Большое Козино с ориентировочным сроком строительства к 2020 году.

## Управление компании

А.Сахаров и А.Соснин выступают на ежегодной конференции круизного речного флота России на теплоходе «Александр Бенуа»
2 октября 2014 года

- Председатель совета директоров — Александр Соснин, известен также как историк и исследователь российского речного флота[16]
- Генеральный директор — Андрей Михайловский.
- Директор по маркетингу — Андрей Михайловский[17].

## Флот компании
Непосредственно под флагом компании в 2018 году курсируют восемь круизных теплоходов. Один теплоход работает под дочерней маркой. Также компании "Инфофлот" принадлежит теплоход "Две Столицы", работающий в совместном проекте с КЦ "Латти".

### Тип «Владимир Ильич»
| Фото | Название             | Год постройки, примечания |
| ---- | -------------------- | ------------------------- |
|      | Маленький принц      | 1976                      |
|      | Огни большого города | 1977                      |

### Тип «Дмитрий Фурманов»
| Фото | Название        | Год постройки, примечания |
| ---- | --------------- | ------------------------- |
|      | Симфония севера | 1983                      |
|      | Лебединое озеро | 1986                      |
|      | Лунная соната   | 1988                      |

### Тип «Октябрьская Революция»
| Фото | Название        | Год постройки, примечания |
| ---- | --------------- | ------------------------- |
|      | Александр Бенуа | 1960                      |
|      | Н.А. Некрасов   | 1961                      |

### Тип «Родина»
| Фото | Название        | Год постройки, примечания |
| ---- | --------------- | ------------------------- |
|      | Солнечный город | 1956                      |
|      | Северная сказка | 1957                      |
|      | Две столицы     | 1961                      |